# Robert-Enke-Stiftung
Die Robert-Enke-Stiftung (RES) ist eine gemeinnützige, rechtsfähige Stiftung des bürgerlichen Rechts. Die Ziele der Robert-Enke-Stiftung liegen in der Förderung von Maßnahmen und Einrichtungen, die der Aufklärung über die Krankheit Depression beziehungsweise Kinder-Herzkrankheiten und der Erforschung oder Behandlung dieser Krankheiten dienen. Vorstandsvorsitzende ist Teresa Enke, die Witwe des 2009 verstorbenen Fußball-Nationaltorwarts Robert Enke.

## Stiftungsgründung
Mit dem Ziel über die Krankheit Depression aufzuklären, gründeten der Deutsche Fußball-Bund, der Ligaverband und Hannover 96 am 15. Januar 2010 die Robert-Enke-Stiftung (RES). Die gemeinnützige Stiftung agiert auf Grundlage des Stiftungskapitals in Höhe von 150.000 Euro, das zu je einem Drittel durch die Gründungsparteien getragen wird. Darüber hinaus finanziert sich die RES vorwiegend aus Spenden und Zustiftungen. Auf Wunsch von Teresa Enke engagiert sich die Stiftung zusätzlich auch für Kinder mit Herzkrankheiten und deren Eltern.

### Kurzportrait Robert Enke
Robert Enke (* 24. August 1977) war Torwart der Bundesligamannschaft von Hannover 96 und achtmaliger Torwart der Nationalmannschaft des Deutschen Fußball-Bundes (DFB). Er litt über mehrere Jahre an Depressionen. Am 10. November 2009 nahm Robert Enke sich das Leben. Er hinterließ seine Ehefrau Teresa Enke und eine adoptierte, acht Monate alte Tochter. Der Tod von Robert Enke hat tiefe Betroffenheit und großes Mitgefühl in allen Teilen der Bevölkerung ausgelöst. Die Krankheit Depression wurde durch seinen tragischen Tod in das Blickfeld der Öffentlichkeit gerückt.

### Kurzportrait Lara Enke
Lara Enke wurde am 31. August 2004 geboren. Sie kam mit einem Hypoplastischen Linksherz- und Turner-Syndrom zur Welt. Um ihr Überleben zu sichern, mussten unmittelbar nach der Geburt sowie zu zwei späteren Zeitpunkten Eingriffe an ihrem Herzen vorgenommen werden. Aufgrund der starken Medikamente, die sie fortlaufend einnehmen musste, wurde ihr Gehör geschädigt. Am 17. September 2006 verstarb Lara im Alter von zwei Jahren wenige Tage nach einer Ohrenoperation.

## Stiftungszweck
Zweck der Stiftung ist die Förderung von Maßnahmen und Einrichtungen, die der Aufklärung über die Krankheit Depression beziehungsweise Kinder-Herzkrankheiten und/oder der Erforschung oder Behandlung dieser Krankheiten dienen.
Der Stiftungszweck soll insbesondere verwirklicht werden durch:
- Förderung von Studien, Projekten und anderen Maßnahmen, die sich mit der Krankheit Depression sowie Kinder-Herzkrankheiten beschäftigen
- Förderung und Durchführung von Veranstaltungen und Vorhaben wie etwa Tagungen, Symposien, Diskussionen, Vorträgen, Seminaren etc. über die vorgenannten Krankheiten oder die Vergabe von Förderpreisen
- Unterstützung von Einrichtungen, die den vorgenannten Aufgaben dienen

Die Stiftung darf alle Geschäfte vornehmen, die der Erreichung und Förderung des Satzungszwecks dienlich und gemeinnützigkeitsrechtlich zulässig sind.

## Fördertätigkeiten
Die Stiftung differenziert im Hinblick auf ihre Arbeit im Bereich Depression zwischen dem Sektor „Leistungssport“ sowie der „Volkskrankheit Depression“. Im Bereich der Kinderherzkrankheiten geht es zunächst darum, durch Pilotprojekte strukturelle Verbesserungsmöglichkeiten aufzuzeigen.
Darüber hinaus arbeitet die RES sowohl als operativ tätige Stiftung, die ihre Ziele mit eigeninitiierten Projekten verfolgt, als auch als fördernde Stiftung, die es Außenstehenden ermöglicht, sich mit Projektanfragen, die einen direkten Bezug zu den Stiftungszwecken beinhalten, an die Stiftung zu wenden, um für die Umsetzung der Vorhaben finanzielle Unterstützung zu erhalten.

### MentalGestärkt
Die Stiftung fungiert als Hauptfinanzierer der Initiative „MentalGestärkt“, deren wesentliche Komponente zunächst einmal die Erschaffung einer an der Sporthochschule Köln eingerichteten Koordinationsstelle darstellt. Neben der Fördertätigkeit unter dem finanziellen Aspekt war die RES im Vorfeld entscheidender Initiator für die Zusammenführung von Psychiatern und Psychotherapeuten sowie Psychologen, die nunmehr gemeinsam die Inhalte dieses Vorhabens erarbeiten. Bis zum 31. März 2013 wurden folgende Ziele und Aufgaben dieser Anlaufstelle für psychisch erkrankte Leistungssportler weitgehend umgesetzt:
- Verknüpfung bestehender Informationen und Angebote sowie Bereitstellung eines Vermittlungs- und Serviceangebotes für hilfesuchende Athleten oder Trainer
- Entwicklung von Praxisempfehlungen und Leitlinien für die Ausbildung junger Sportler
- Sportpsychologische Betreuungsarbeit sowie die Verbreitung von sportpsychiatrischen und psychotherapeutischen Behandlungsangeboten im Leistungssport
- Vermittlung von Ressourcen und psychischen Kompetenzen, um mit Stressbelastungen und Leistungsanforderungen besser umgehen zu können, an jugendliche Talente sowie Jungprofis durch geeignete Maßnahmen

Aufgrund der Entwicklung des Referats „Sportpsychiatrie/-psychotherapie“ wurde im Rahmen einer Vorstandssitzung die Umstrukturierung der Initiative „MentalGestärkt“ zum 1. April 2013 beschlossen. So wird sich „MentalGestärkt“ zukünftig ausschließlich der Prävention/Psychoedukation von Nachwuchssportlern sowie der Vermittlung von sportpsychologischer Betreuung widmen, während die, ursprünglich auch in diesem Projekt angesiedelte therapeutische Komponente nunmehr an die von der Stiftung im November 2012 installierte „Beratungshotline seelische Gesundheit“ angegliedert ist.

### Referat Sportpsychiatrie/-psychotherapie
Das Referat „Sportpsychiatrie und -psychotherapie“ wurde im Jahr 2010 gegründet. Hintergrund ist, dass die deutsche Psychiatrie und Psychotherapie sich in den letzten Jahrzehnten kaum mit psychischen Erkrankungen bei Leistungssportlern beschäftigt hat: Dies betrifft die klinische Versorgung, die psychosoziale wie biologische Forschung, die Aus-, Fort- und Weiterbildung.
Schwerpunkte des Referates:
- Aufbau eines Netzwerkes von behandelnden Psychiatern und Psychotherapeuten im ambulanten und stationären Rahmen
- Qualitätssicherung der entsprechenden klinischen Arbeit
- Organisation von Veranstaltungen
- Forschung im Bereich der Sportpsychiatrie inkl. Versorgungsforschung und neurobiologischer Forschung

Für die innovative Arbeit auf diesem Gebiet wurde das Projekt von der Initiative „Deutschland – Land der Ideen“ als ein „ausgewählter Ort 2012“ am 6. November 2012 in Aachen ausgezeichnet. Damit würdigte die Initiative vor allem den Aufbau eines qualifizierten Netzwerks von Psychiatern und Psychotherapeuten, im Zuge dessen sich erkrankte Leistungssportler unter anderem an bundesweit zehn Universitätskliniken im Rahmen der DGPPN-Sprechstunde „Seelische Gesundheit im Sport“ in Behandlung begeben können.

### Beratungshotline Seelische Gesundheit
Aufgrund der Tatsache, dass sich nach wie vor zahlreiche Betroffene oder deren Angehörige hilfesuchend an die RES wenden, installierte die Stiftung im November 2012 in Zusammenarbeit mit dem Universitätsklinikum Aachen die „Beratungshotline seelische Gesundheit“, welche wochentags für sechs Stunden von einem Psychiater beziehungsweise Neurologen betreut wird. Auf diese Weise gewährleistet die Stiftung einen direkten und insbesondere qualifizierten Erstkontakt. Darüber hinaus erhalten die Anrufer weiterführende Informationen wie beispielsweise die Namen von entsprechend spezialisierten Institutionen und den Hinweis auf den für Betroffene und Angehörige herausgebrachten Ratgeber zu Depressionen im Sport mit einem ausführlichen Serviceteil und Antworten auf häufig gestellte Fragen.

### Aktiv aus dem Stimmungstief
In Bezug auf die Erforschung bzw. letztendlich auch Behandlung dieser Erkrankung förderte die Robert-Enke-Stiftung im Jahr 2012 das Projekt „Aktiv aus dem Stimmungstief“. Im Verlauf dieses Sportprojektes entwickelten Psychiater der in der Medizinischen Hochschule Hannover (MHH) ansässigen Klinik für Psychiatrie, Sozialpsychiatrie und Psychotherapie sowie Sportwissenschaftler der Universität Würzburg/Marburg ein Trainingsprogramm für depressiv erkrankte Menschen, die zuvor kaum oder keinerlei sportliche Erfahrung vorzuweisen hatten. Es war der Ansatz der Wissenschaftler, in einer Studie herauszufinden, welche genauen Auswirkungen regelmäßiges Sporttreiben auf die Therapie besitzt. Im Detail galt es, jene Sportart und Trainingsintensität zu ermitteln, die für eine begleitende Therapie von Depressionen besonders geeignet sind, um letztlich ein bewährtes, in der Form auch für andere Kliniken, Sportvereine und Gesundheitseinrichtungen nutzbares Trainingsmodul zu präsentieren. Das zu 100 % durch die RES unterstützte Projekt erhielt unter anderem die vom Deutschen Olympischen Sportbund (DOSB) vergebene Auszeichnung „Goldener Stern des Sports“, welche durch den Bundespräsidenten Joachim Gauck im Januar 2013 in Berlin verliehen wurde.

### Robert-Enke-Stiftung auf Tour
Seit der Bundesliga-Saison 2011/12 wird das eigeninitiierte Projekt „Robert-Enke-Stiftung auf Tour“ durchgeführt. Hierbei geht es insbesondere darum, mit einer mobilen Informationsplattform die Stiftungsziele, in erster Linie die Enttabuisierung des Themas Depression, durch eine Präsenz in den Stadien der Vereine aus der 1. und 2. Fußball-Bundesliga zu erreichen. Hierüber können an einem Spieltag mehrere zehntausend Menschen auf die Thematik aufmerksam gemacht werden. In der Zwischenzeit wird dieses Projekt auch zu Spieltagen in der Handballbundesliga oder Gesundheitstagen an Universitäten sowie öffentlichen Ämtern eingeladen.

### Social Media als Aufklärungsplattform
Über die Social-Media-Plattform Facebook betreibt die RES mit nunmehr 140.000 Freunden einen wichtigen Teil ihrer Aufklärungsarbeit, um das entsprechende Stiftungsziel der Enttabuisierung der Krankheit Depression erreichen zu können. Hierbei werden neue Projekte vorgestellt, Veranstaltungen angekündigt und Links zu Berichten der Robert-Enke-Stiftung und ihren Partnern publiziert. Zudem soll der Bekanntheitsgrad durch die Verlinkung mit den Facebook-Profilen anderer namhafter Vereine und Organisationen stetig gesteigert werden.
Beispielsweise wurden durch die Veranstaltung „ROBERT gedENKEn“, anlässlich des dritten Todestags von Robert Enke, über 2,5 Millionen Menschen erreicht. Damit ist diese eine der viralsten Veranstaltung, die jemals auf der Social-Media-Plattform Facebook platziert wurde.

### Psychologische Betreuung von Eltern herzkranker Kinder
Die RES unterstützt die Medizinische Hochschule Hannover (MHH) im Bereich Kinder-Herzkrankheiten. Hierbei geht es neben der Förderung von Projekten und Studien, um die Betreuung von Eltern herzkranker Kinder in der Klinik der MHH.
Vordergründig soll durch die professionelle Betreuung einer Psychologin für einzelne Familienmitglieder oder der ganzen Familie ein psychologisches Hilfsangebot herbeigeführt werden. Dafür wurde eine Sprechstunde in der Kinderklinik der MHH eingerichtet, in der neben der Gesprächsmöglichkeit auch Entspannungsübungen angeboten werden.

### „Kein Stress mit dem Stress“ / Handlungshilfe „Psychische Gesundheit im wettkampforientierten (Leistungs-)sport“
Gemeinsam haben die Robert-Enke-Stiftung, der Deutsche Fußball-Bund (DFB), das Bundesministerium für Arbeit und Soziales (BMAS), die Initiative „MentalGestärkt“ (Sporthochschule Köln) und die Verwaltungsberufsgenossenschaft (VBG) im Rahmen der Verabschiedung der Fußballnationalmannschaft zur WM 2014 in Brasilien die neu entwickelte Handlungshilfe „Psychische Gesundheit im wettkampforientierten (Leistungs-) Sport“ vorgestellt.
Der Praxisordner stellt eine wichtige und praxisnahe Hilfe dar, um Trainer, Ärzte, Sportpsychologen sowie Funktionäre über psychische Krankheiten aufzuklären und ihnen Wege aufzuzeigen, betroffene Sportler zu unterstützen. Des Weiteren erhält mit ihm auch das direkte Umfeld des Sportlers wertvolle Hinweise, wie die alltäglichen psychologischen Drucksituationen gemeistert werden können, die jedem Athleten begegnen: die Anspannung eines Wettkampfes, die Kritik der Öffentlichkeit oder die Schwierigkeit, Sport und Berufsausbildung in Einklang zu bringen. Hiermit wurde den Athleten im Bereich der Prävention ein Produkt zur Verfügung gestellt, mit dessen Hilfe unter anderem Techniken und Strategien vermittelt werden, um das Auftreten einer psychischen Erkrankung im besten Fall prophylaktisch zu minimieren.
Schon kleine, leicht umzusetzende Maßnahmen bewegen viel. Am Ende jedes Kapitels der Handlungshilfe stehen deshalb praxisorientierte Tipps und Lösungen zum Ausprobieren. Alle Kapitel enthalten Interviews mit Akteuren aus dem Leistungssportbereich, darunter Hans-Dieter Hermann, Sportpsychologe der deutschen Fußballnationalmannschaft, Fabian Hambüchen, Olympiateilnehmer und Weltmeister im Kunstturnen sowie Bundesligatorhüter Markus Miller von Hannover 96.
Die Handlungshilfe kann kostenlos bei der Robert-Enke-Stiftung per E-Mail bestellt oder per Download auf der Homepage der psyGA bezogen werden.

## Veranstaltungen

### Veranstaltungsreihe „Robert gedENKEn – unser Freund und Torwart“
Anlässlich des fünften Todestages des ehemaligen deutschen Nationalspielers und Torhüters von Hannover 96, Robert Enke, veranstaltete die Robert-Enke-Stiftung in Kooperation mit dem Landesmuseum Hannover eine fünftägige Aufklärungs- und Erinnerungsausstellung, die vom 07. bis einschließlich 11. November 2014 stattfand. Insgesamt strömten in den fünf Veranstaltungstagen über 6.500 Besucher in das Museum.
Kernstück der Veranstaltungsreihe war eine Erinnerungsausstellung mit einzigartigen Ausstellungsstücken wie beispielsweise Trikots von den Stationen Robert Enkes bei Hannover 96, Benfica Lissabon, dem FC Barcelona oder auch der deutschen Fußballnationalmannschaft. Gleichzeitig konnte unter mithilfe der Erlebnisausstellung „GRENZen erLEBEN“ vielen Nicht-Betroffenen verdeutlicht werden, was es heißt, an einer psychischen Erkrankung zu leiden. Abseits der gängigen Multiplikatoren informiert und entmystifiziert „GRENZen erLEBEN“ durch Erleben sowie Selbsterfahrung, durch aktive Auseinandersetzung – eine vollkommen andere Form der Information und Aufklärung über psychische Erkrankungen. „GRENZen erLEBEN“ basiert in seinem Herzstück aus zwei Räumen, die abgeschlossen und getrennt voneinander mittels verschiedener Reize (akustisch, visuell, taktil und sozial) einen authentischen Eindruck vermitteln, wie Depression und Schizophrenie sich „anfühlen“. Als Erfahrungs- und Erlebniswelt richtet sie sich an die nicht-betroffene Allgemeinbevölkerung, ob Fachpublikum oder interessierter Laie, ob jugendlicher oder älterer Mensch.
Ergänzt wurden die Ausstellungen um zwei Podiumsdiskussionen, welche die Titel „Volkskrankheit Depression“ und „Robert Enke – unser Freund und Torwart“ trugen. Am 7. November 2014 trat Teresa Enke gemeinsam mit der Bundesministerin der Verteidigung, Ursula von der Leyen, und Petra Garlipp, Oberärztin der Klinik für Psychiatrie, Sozialpsychiatrie und Psychotherapie der Medizinischen Hochschule Hannover auf die Bühne, um das Thema „Volkskrankheit Depression“ aus fachlicher, gesellschaftspolitischer und der Sicht einer Angehörigen zu erörtern. Am 11. November 2014 berichteten mit Jupp Heynckes, Marco Villa und Biograph Ronald Reng (Moderation) drei einstige Weggefährten über ihre gemeinsame Zeit mit dem achtfachen deutschen Nationalspieler.

## Kooperationspartner
Auf der ersten operativen Sitzung am 15. April 2010 wurden drei feste Kooperationspartner ausgewählt. So besteht mittlerweile auf regionaler Basis eine enge Zusammenarbeit mit dem „Bündnis gegen Depression in der Region Hannover“. Bundesweit arbeitet die Robert-Enke-Stiftung mit der „DGPPN“, der Deutschen Gesellschaft für Psychiatrie, Psychotherapie und Nervenheilkunde, zusammen. Schließlich unterstützt die Robert Enke-Stiftung die Medizinische Hochschule Hannover (MHH) im Bereich Kinder-Herzkrankheiten.

## Gremien

### Vorstand
Der Vorstand entscheidet in allen grundsätzlichen Angelegenheiten nach Maßgabe der Satzung und in eigener Verantwortung und führt die laufenden Geschäfte der Stiftung. Der Vorstand hat im Rahmen des Stiftungsgesetzes und der Stiftungssatzung die Zwecke und Aufgaben so wirksam wie möglich zu erfüllen.
Die Mitglieder des Vorstandes:
- Teresa Enke (Vorstandsvorsitzende der Robert-Enke-Stiftung)
- Günter Distelrath (Schatzmeister der Robert-Enke-Stiftung, NFV-Präsident)
- Klaus Kukla (Oberstaatsanwalt in Hannover)
- Andreas Nagel (Direktor Spielbetrieb bei der DFL)
- Willi Hink (Direktor für Amateurfußball, Qualifizierung, Schiedsrichter und Gesellschaftliche Verantwortung beim DFB)
- Jan Baßler (Geschäftsführer, stellvertretender Direktor des NFV)

### Stiftungsrat
Der Stiftungsrat berät, unterstützt und überwacht den Vorstand im Rahmen des Stiftungsgesetzes und der Stiftungssatzung der RES in finanziellen, fachlichen und gesamtgesellschaftlichen Fragen.
Mitglieder des Stiftungsrates:
- Martin Kind (Stiftungsratsvorsitzender, Ex-Präsident Hannover 96)
- Reinhard Rauball (Ex-Präsident DFL e. V.[12])

### Kuratorium
Das Kuratorium berät den Vorstand in allen grundsätzlichen Angelegenheiten der Stiftung. Es genehmigt die vom Vorstand vorgeschlagenen Richtlinien für die Gewährung von Stiftungsmitteln. Darüber hinaus fördern die Mitglieder des Kuratoriums die Verbindung der Stiftung zu Partnern und Persönlichkeiten aus der Medizin, Politik, Wirtschaft, Wissenschaft, dem Sport und dem öffentlichen Leben. Das Kuratorium leistet einen Beitrag für ein positives Erscheinungsbild der Stiftung in der Öffentlichkeit.
Am 23. April 2014 wurde das Kuratorium wie folgt besetzt:
- Stephan Weil (Vorsitzender des Kuratoriums, Niedersächsischer Ministerpräsident)
- Reinhard Grindel (Stellvertretender Vorsitzender, ehem. DFB-Präsident)
- Friederike Danne (Oberärztin im Medizinischen Versorgungszentrum POLIKUM Fennpfuhl I in Berlin)
- Petra Garlipp (Oberärztin in der Klinik für Psychiatrie, Sozialpsychiatrie und Psychotherapie der Medizinischen Hochschule Hannover)
- Oliver Bierhoff (ehemaliger Manager der deutschen Fußballnationalmannschaft[13][14])
- Eugen Gehlenborg (DFB-Vizepräsident)
- Peter Hillemans (Direktor der Klinik für Frauenheilkunde und Geburtshilfe der MHH)
- Valentin Markser (Facharzt für Psychiatrie und Psychotherapie Medizin Psychoanalyse der Psychotherapeutischen Medizin Köln)
- Markus Miller (Torwart-Trainer beim Karlsruher SC[15] und DFB, ehemaliger Fußballtorhüter bei Hannover 96)
- Jörg Neblung (Geschäftsführer Neblung Sportsnetwork)
- Uwe Döring (1. Vizepräsident Schleswig-Holsteinischer Fußballverband)
- Boris Pistorius (Bundesminister der Verteidigung der Bundesrepublik Deutschland)
- Ronald Reng (Buchautor)
- Hauke Jagau (ehemaliger Regionspräsident Hannover)
- Tim Schumacher (Geschäftsführer VfL Wolfsburg)
- Frank Schneider (DGPPN Referatsleiter Sportpsychiatrie/-psychotherapie, Leiter der Klinik Psychiatrie, Psychotherapie und Psychosomatik in Aachen)
- Valentin Schmidt (Aufsichtsratvorsitzender Hannover 96)
- Markus Witkop (Osteopath)
- Karl Rothmund (ehemaliger NFV-Präsident)